# Stazione di Ulma Centrale
La stazione di Ulma Centrale (in tedesco Ulm Hbf) è la principale stazione ferroviaria della città tedesca di Ulma. È origine delle linee per Aalen, per Augusta, per Stoccarda, per Friedrichshafen e per Sigmaringen.

## Storia
Il fabbricato viaggiatori, in stile moderno, venne costruito sulle fondamenta del vecchio edificio dal 1951 al 1954; i lavori ai fabbricati minori si protrassero fino al 1963.

### Esplicative
1. ↑  Abbreviazione di Ulm Hauptbahnhof, letteralmente "Ulma stazione principale".

### Bibliografiche
1. ↑  (DE) Martin Schack, Neue Bahnhöfe. Empfangsgebäude der Deutschen Bundesbahn 1948–1973, Berlino, Verlag B. Neddermeyer, 2004,  p. 186, ISBN 3-933254-49-3.